# Fronte Nazionale Rivoluzionario
Il Fronte Nazionale Rivoluzionario - Gruppo armato di lotta contro il sistema fu un'organizzazione armata di matrice neofascista e nazional-rivoluzionaria che propugnava un fascismo rivoluzionario, ispirandosi ai Fasci d'Azione Rivoluzionaria e agli ideali della Repubblica Sociale Italiana.
Fondato da Mario Tuti nei primi mesi del 1972, fu attivo principalmente in Toscana. Rappresentò, soprattutto nella figura del suo leader, il punto di rottura tra la vecchia guardia del cosiddetto "fascismo golpista" e la nuova generazione di neofascisti che intrapresero la lotta armata.
La formazione si sciolse in seguito agli arresti dei vari esponenti del gruppo, al ritrovamento di alcuni depositi di esplosivi e all'arresto del leader dell'organizzazione, Mario Tuti il 27 luglio 1975. Tuti era latitante dal 24 gennaio, quando uccise nel suo appartamento a Empoli gli agenti di polizia Leonardo Falco e Giovanni Ceravolo.